# TRAM de Castelló
El TRAM (també conegut com a Transport Metropolità de la Plana o TRAM de la Plana, anteriorment TVRCas), és com es denomina el troleibús de trànsit ràpid que circula per la ciutat de Castelló.
L'empresa concessionària estarà subvencionada per la Generalitat Valenciana durant 15 anys en considerar que el negoci serà deficitari per 1,3 milions d'euros anuals.

## Història
La història del troleibús a Castelló de la Plana començà l'any 1942 com un projecte impulsat per la Diputació de Castelló per a tota la zona de la plana de Castelló. Finalment, el 18 de juliol de 1961 s'inaugurà el trajecte d'11 quilòmetres entre el Grau, Castelló i Vila-real. El parc mòbil, operat per l'empresa La Valenciana, estava format per quatre unitats del Pegaso Z-501. El troleibús de la Plana tingué una vida breu i accidentada, començant els primers problemes tècnics l'any 1962, suspenent-se el servici definitivament el 1966 i substituïnt-se per autobusos dièsel el 1969.
Impulsat per la Generalitat Valenciana, el 25 de juny de 2008 tornà, després de XX anys, el troleibús a Castelló amb la inauguració del primer tram de la línia T1 de l'aleshores anomenat Transports de Via Reservada (TVRCas), des de la Universitat Jaume I fins la parada del Passig de Morella-Parc Ribalta. El servici començà amb tres unitats de l'Iveco-Irisbus Civis híbird elèctric-dièsel; el mecanisme de funcionament dels troleibús es compon mitjançant un sistema de captació de 750v de tensió per doble trole, i un lector-guia, format per unes línies blanques pintades en l'asfalt i una càmera situada a la part alta del parabrisa del vehicle, que segueix aquestes marques. El troleibús és conduït per un conductor des del seu interior, té completa preferència de pas en totes les interseccions regulades per semàfor, i una velocitat màxima de 75 km/h.
El 20 de desembre de 2014 s'inaugurà el segon i últim tram de la línia T1, fins al moment (2025), l'única. El tram circula des de la parada del Passeig Morella-Parc Ribalta fins el Grau de Castelló passant pel centre històric de Castelló. Alhora, es substituïren progressivament les tres unitats Irisbus per sis noves de Solaris Trollino 12 amb motor elèctric Škoda.

## Línies

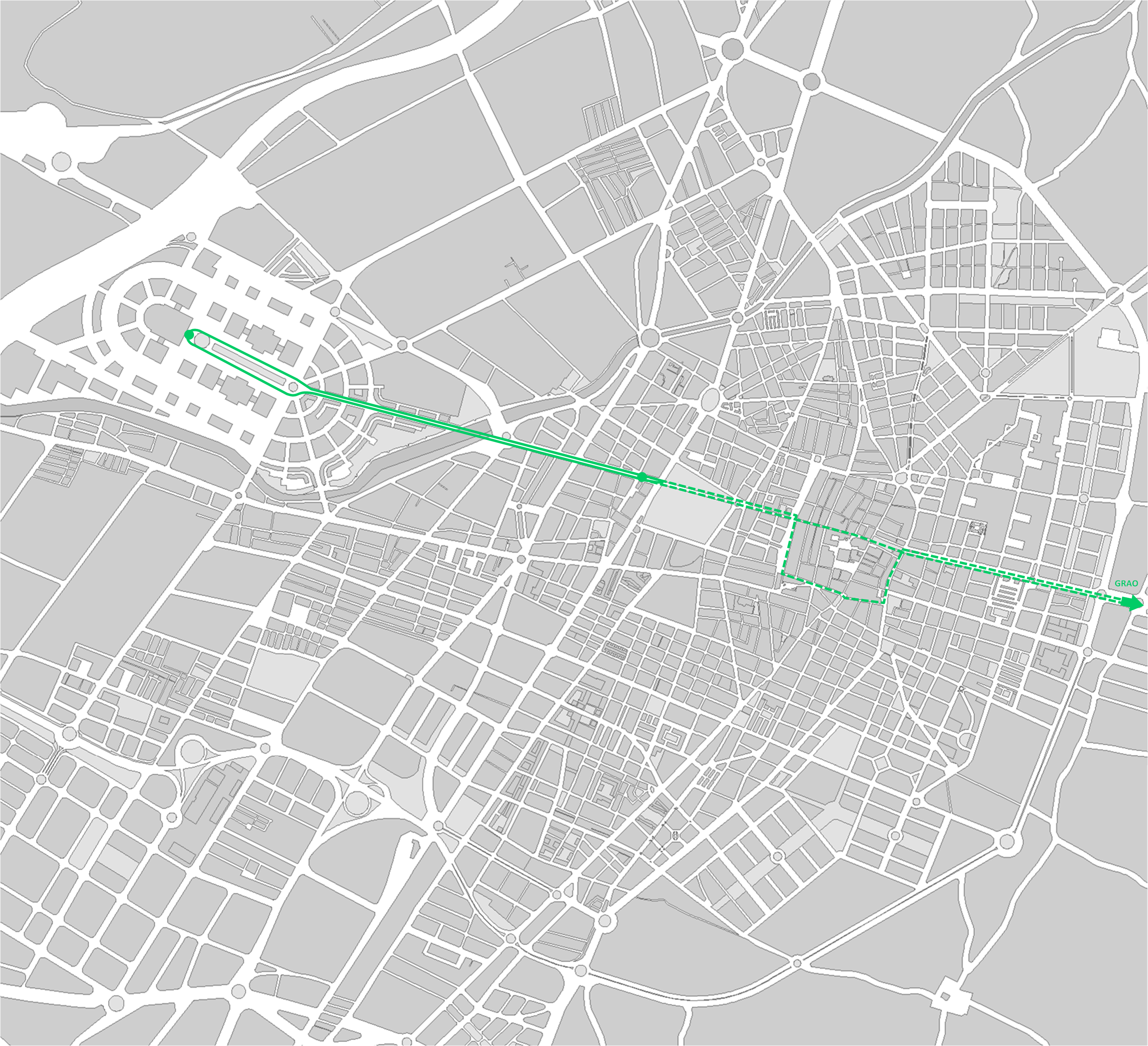
Mapa del recorregut

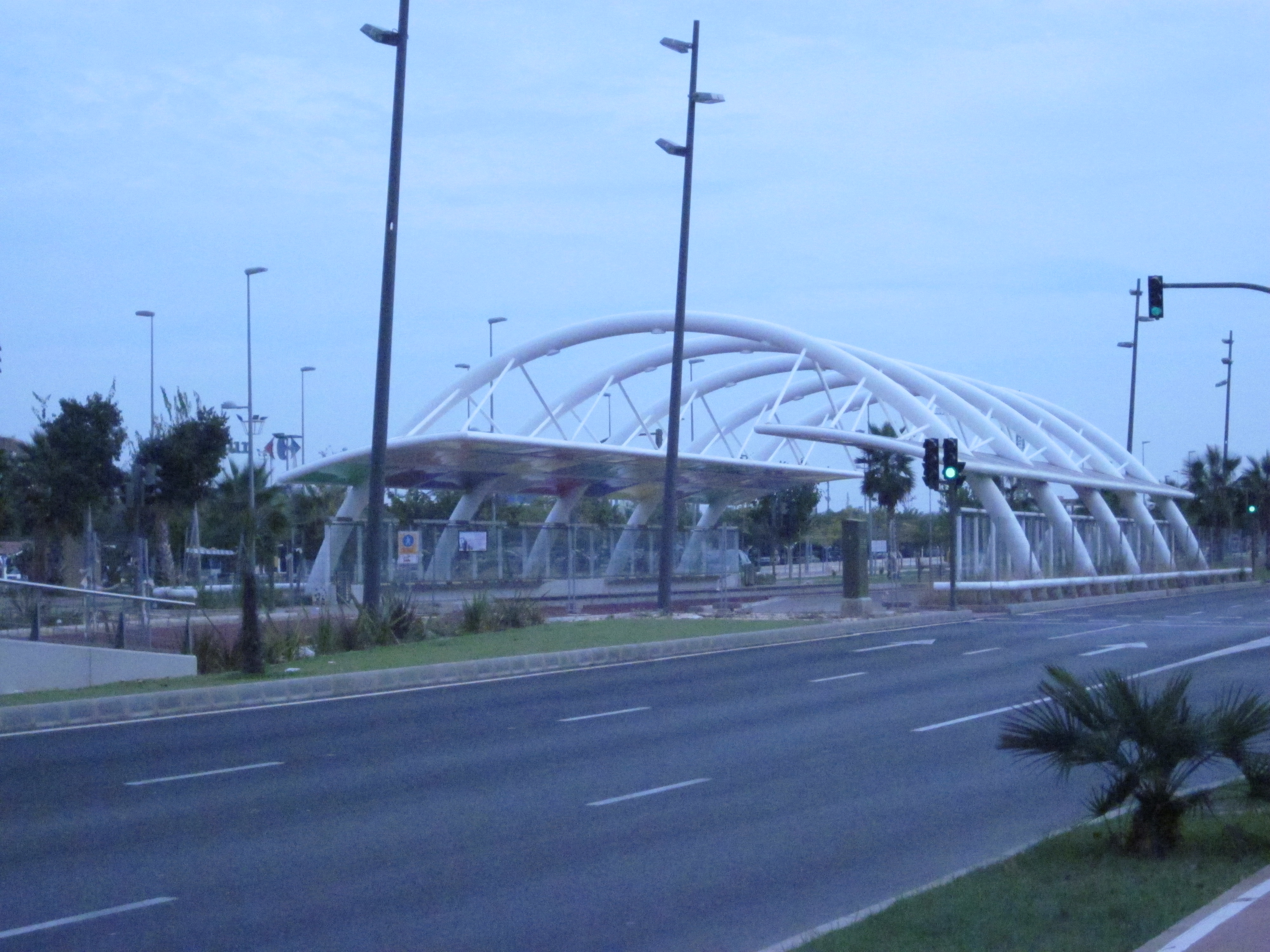
Estació d'Avinguda del Mar-

Actualment només existeix una línia, la T1, que uneix la Universitat Jaume I amb el Grau de Castelló per via reservada, havent sigut inaugurat el primer tram de la línia el 25 de juny de 2008 entre el recinte universitari i el parc Ribalta, i el restant fins al Grau de Castelló, el 20 de desembre de 2014. La freqüència d'aquesta línia és de 5 minuts (3 vehicles) en dies laborables i 15 minuts (1 vehicle) els caps de setmana.
| Línia T1                          | Línia T1                          | Línia T1 |
| Anada                             | Tornada                           |          |
| --------------------------------- | --------------------------------- | -------- |
| UNIVERSITAT JAUME I               | GRAU                              |          |
| Raval Universitari                | Avinguda del Mar-Institut         |          |
| Pont Segle XXI                    | Avinguda del Mar-Patos            |          |
| Estació Intermodal                | Avinguda del Mar-Donació          |          |
| Passeig Morella-Parc Ribalta      | Avinguda del Mar-Autovia del Port |          |
| Tetuan                            | Avinguda del Mar-Torreblanca      |          |
| Cardona Vives                     | Avinguda del Mar-Antic Asil       |          |
| Avinguda del Mar-Antic Asil       | Cardona Vives                     |          |
| Avinguda del Mar-Torreblanca      | Plaça Borrull                     |          |
| Avnguda del Mar-Columbretes       | Porta del Sol                     |          |
| Avinguda del Mar-Recinte Firal    | Rei en Jaume I                    |          |
| Avinguda del Mar-Autovia del Port | Passeig Morella-Parc Ribalta      |          |
| Avinguda del Mar-Donació          | Estació Intermodal                |          |
| Avinguda del Mar-Patos            | Pont Segle XXI                    |          |
| Avinguda del Mar-Institut         | Raval Universitari                |          |
| GRAU                              | UNIVERSITAT JAUME I               |          |

## Parc mòbil

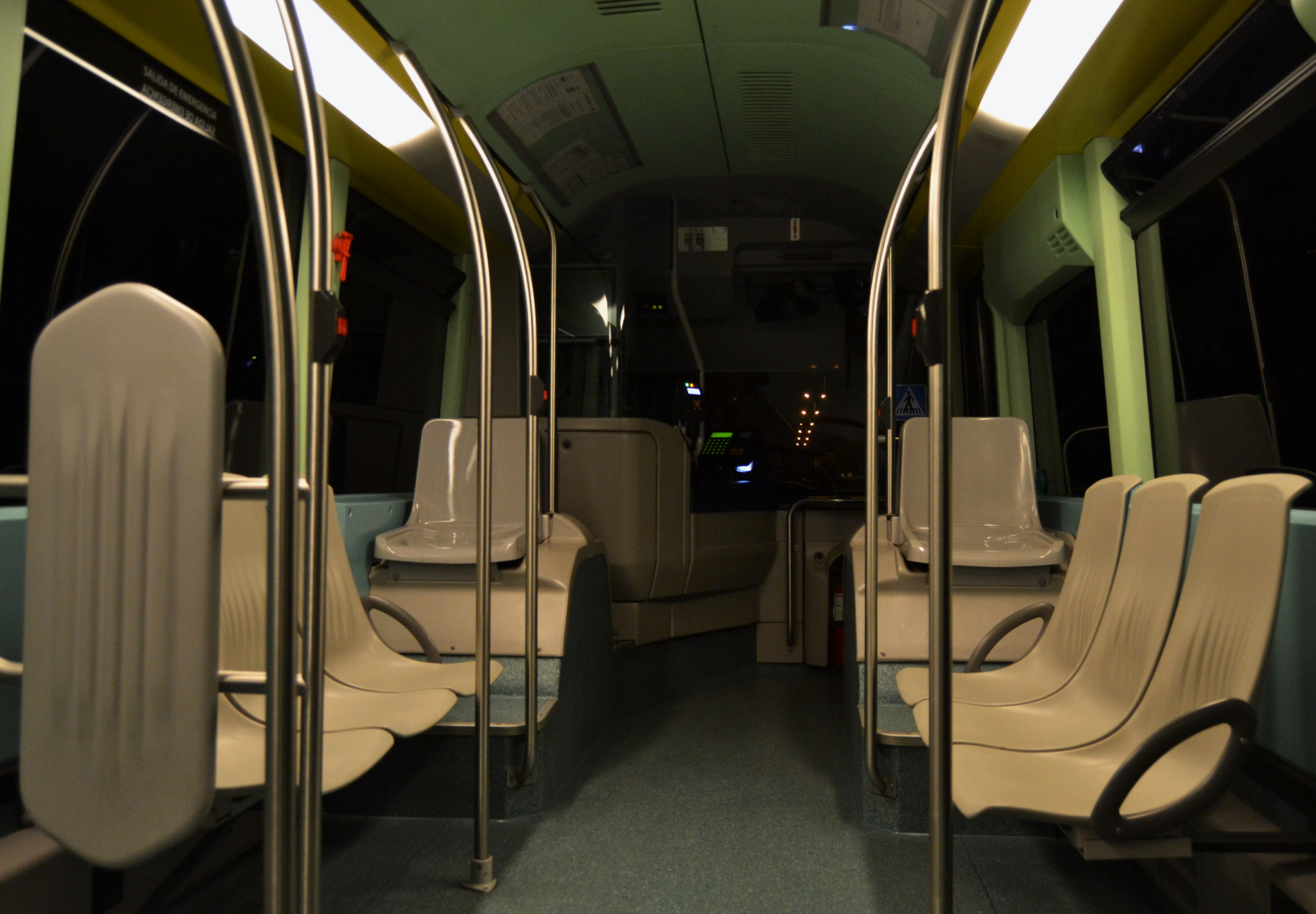
Interior d'un Irisbus Civis

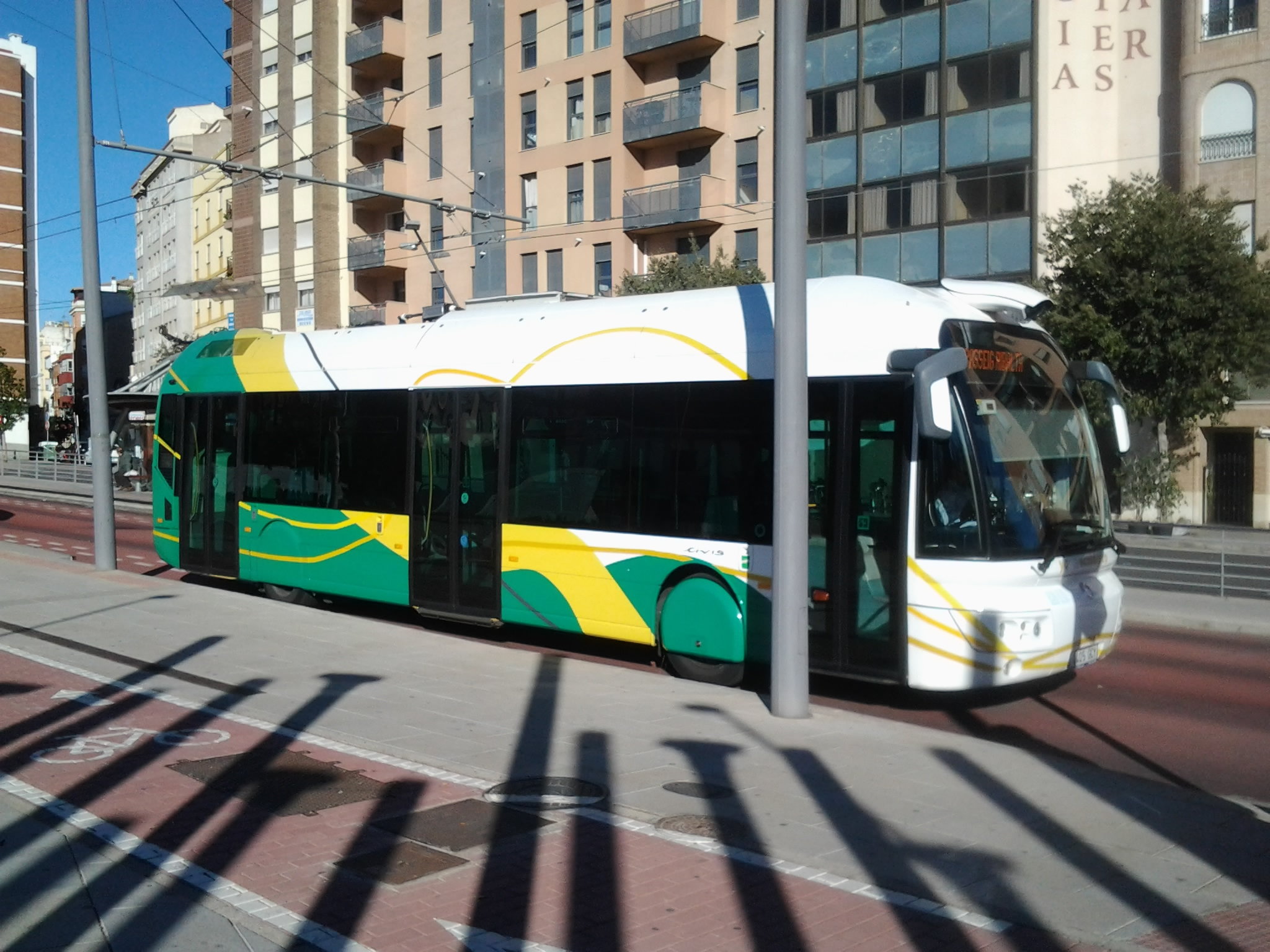
Irisbus Civis (2008-2014)
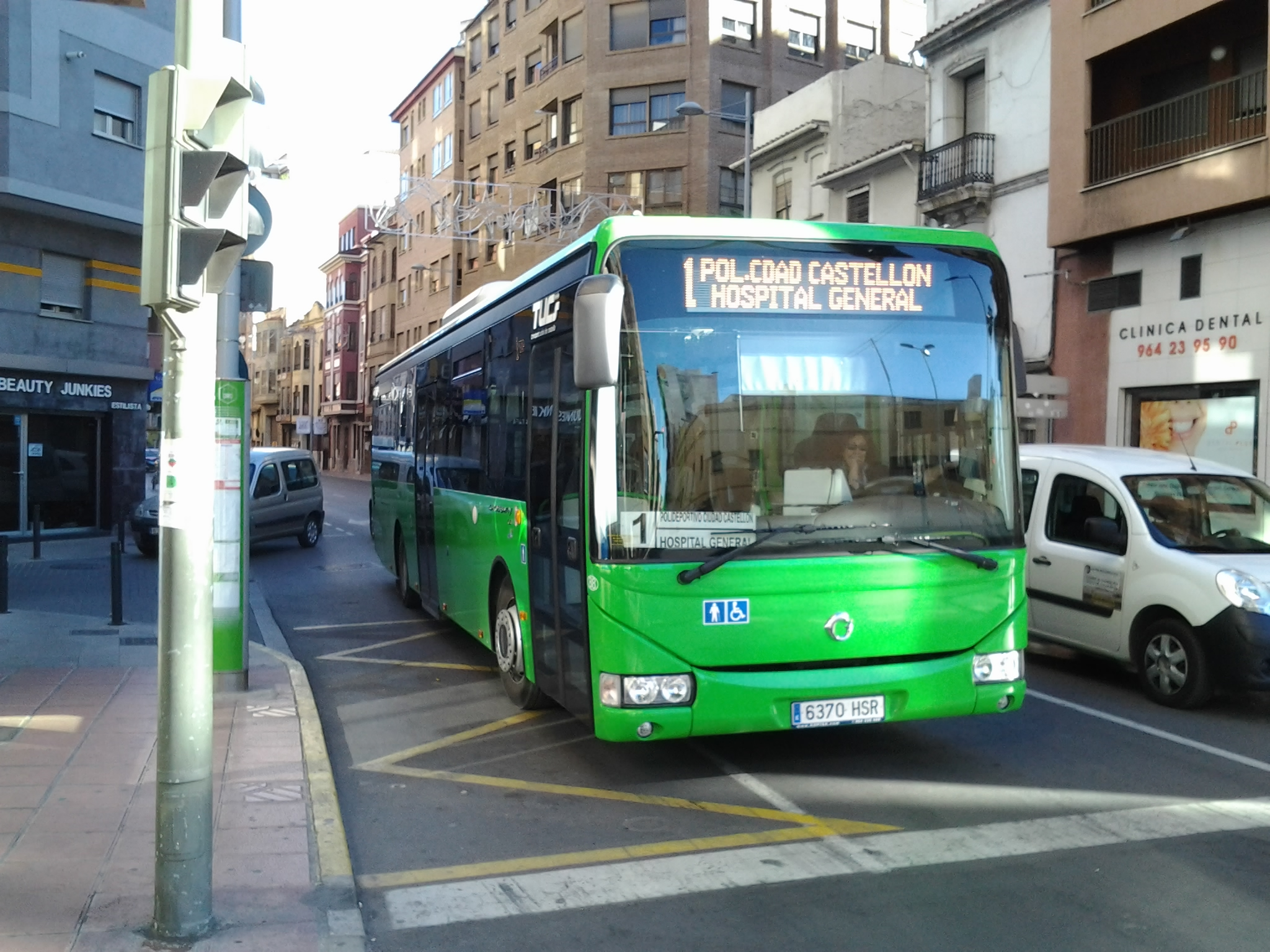
Irisbus Crossway (-2025)
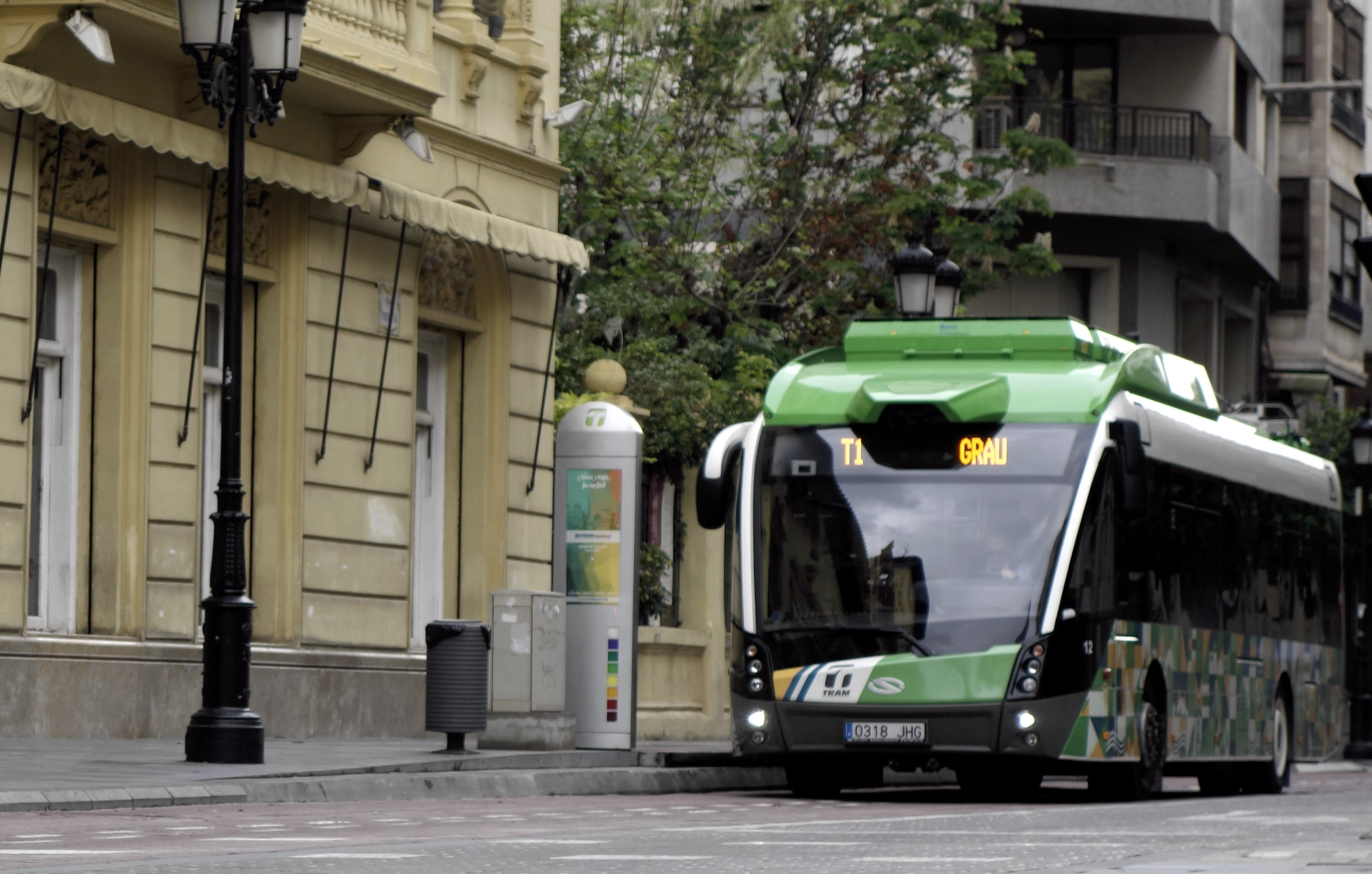
Solaris Trollino (2014-)
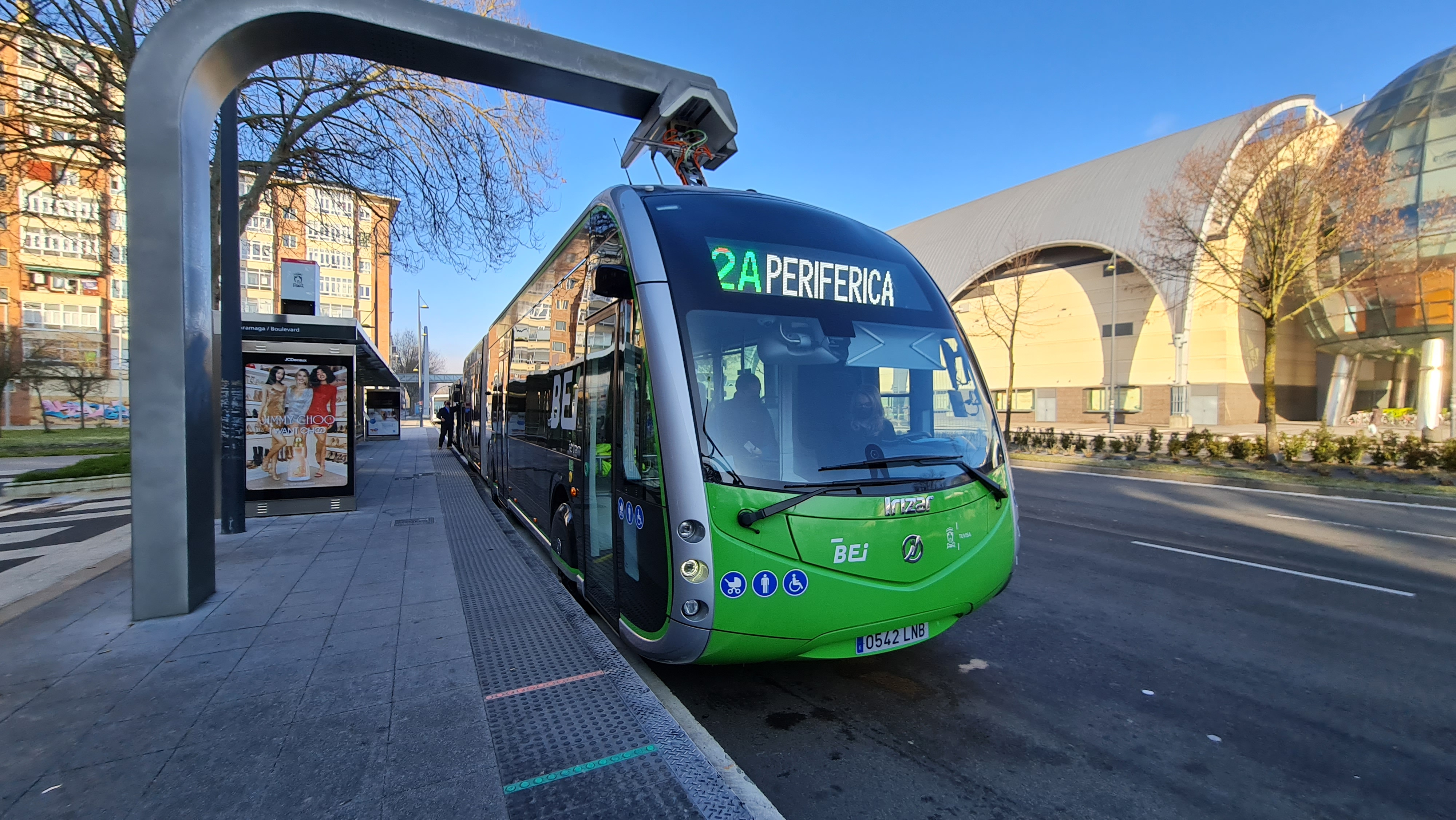
Irizar ie tram (2025-)